# Metro de Santiago
Metro de Santiago är tunnelbanesystemet i Chiles huvudstad Santiago. Tunnelbanenätet består av fem linjer, 108 stationer med en sträckning på 103 kilometer. Tunnelbanan invigdes 1975 och anses vara en av de modernaste i Latinamerika och den andra största i utsträckning efter Mexico Citys tunnelbana. Tunnelbanan drivs och ägs av det statsägda företaget Metro S.A. Dagligen åker 2,5 miljoner passagerare tunnelbanan i Santiago. Rekordsiffran för antalet uppmätta passagerare per dag var 2 780 666 den 31 oktober 2012.
Utöver de nuvarande fem linjerna är ytterligare två, linje 3 och linje 6 under konstruktion och beräknas vara färdiga någon gång mellan 2017 och 2018. Linje 6 kommer att vara 15,3 km lång, trafikera kommunerna Cerillos och Providencia och ha 12 stationer. Linje 3 kommer att gå mellan kommunerna Quilicura och La Reina och kommer att bestå av 22 nya stationer på totalt 21,7 kilometer.
Även linje 2 kommer att förlängas till kommunerna El Bosque och San Bernardo med 8,8 km och 7 nya stationer till 2020.
Planer på en ny linje, linje 7 har påbörjats för att avlasta linje 1.
Tunnelbanan är del av Santiagos kollektivtrafiksystem Transantiago.

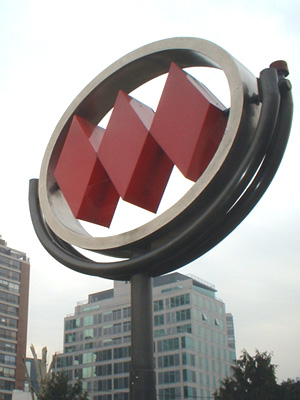
Santiagos tunnelbanelogo

## Historia
Idén att bygga en tunnelbana föddes år 1944 som ett försök att lösa de stora trafikproblemen i staden som resultat av den stora befolkningsökningen på 1930-talet. 1968 presenterades ett förslag med fem tunnelbanelinjer på totalt 60 kilometer spår, som skulle stå klart till 1990. Bygget av tunnelbanan påbörjades den 29 maj 1969. 
Tunnelbanan invigdes den 15 september 1975. Den första linjen, linje 1 följde huvudgatan i Santiago, Avenida Libertador General Bernardo O'Higgins (vanligtvis kallat Alameda) och gick från stationerna San Pablo till La Moneda. Linje 1 förlängdes de kommande åren till stationerna El Salvador och senare till Escuela Militar 1980.
I mars 1978 invigdes linje 2 som gick från stationen Los Héroes söderut till Franklin, samma år utvidgades linjen längre söderut till Lo Ovalle.
1982 drabbades landet av en allvarlig ekonomisk kris och 1985 orsakade en kraftig jordbävning stor förödelse i stora delar av landet. Dessa händelser bromsade byggandet av tunnelbanan då pengar avsedda för tunnelbaneutbyggnaden användes till återuppbyggnad av landet. De kommande åren förlängdes linje 2 norrut, från Los Héroes till stationen Mapocho (som senare bytte namn till Puente Cal y Canto). 

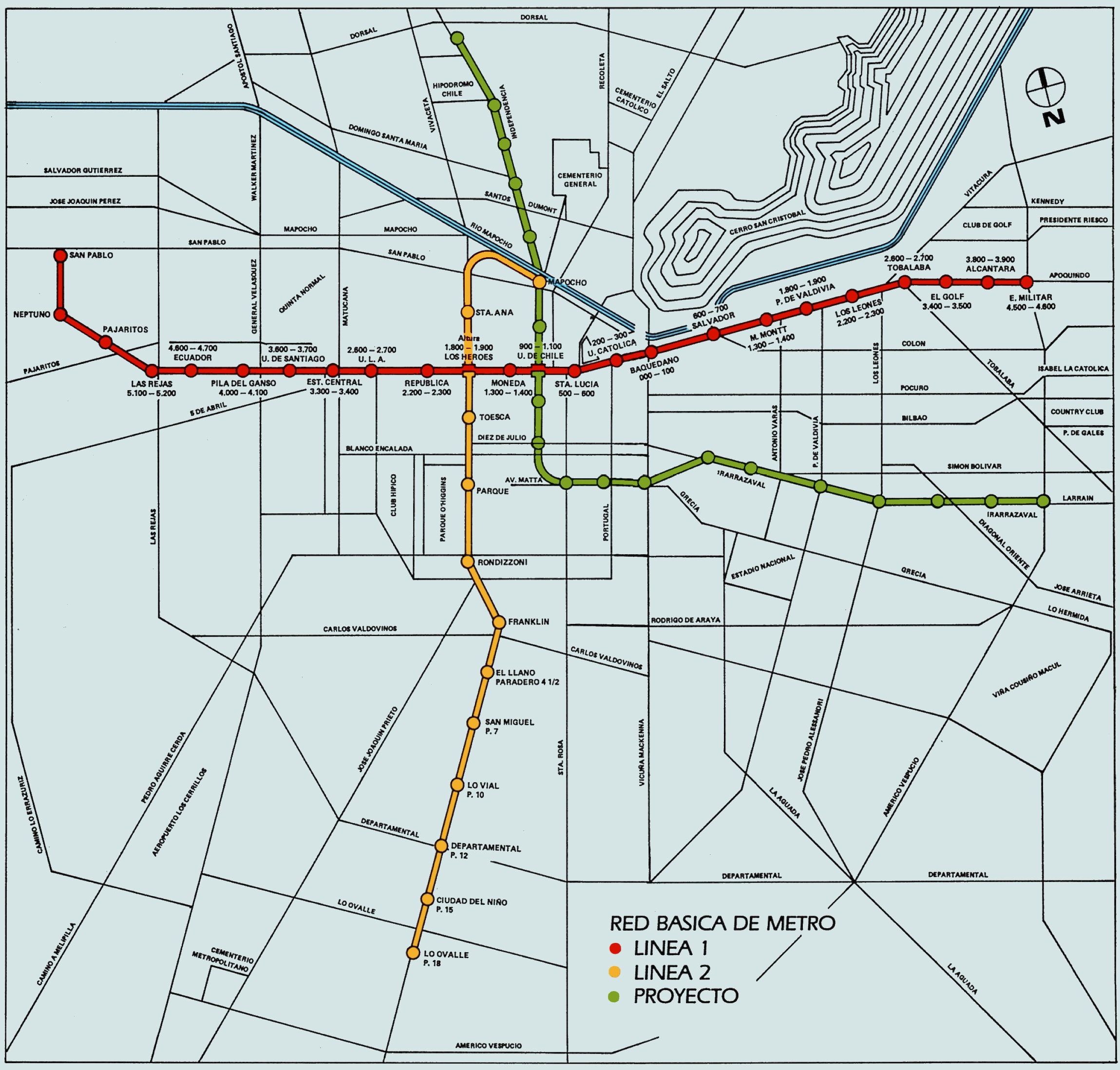
Planer för tunnelbanan till 1987 enligt originalskisserna.

Under 1980-talet ökade befolkningen kraftigt i Santiagos södra kommuner La Florida och Puente Alto vilket ledde till att planerna på en tredje linje ändrades. 1991 beslutades det att en ny linje skulle börja byggas. Den 5 april 1997 invigdes den nya linjen (linje 5) och innebar en ökning på 10,3 kilometer och gick från Baquedano till Bellavista de La Florida. Några år senare, 2000, invigdes en förlängning av linje 5 norrut, från Baquedano till Santa Ana.
Chiles goda ekonomiska tillväxt ledde till att utbyggnaden av tunnelbanenätet tog fart i början av 2000-talet. Utbyggnaden av linje 2 och 5 presenterades och dessutom presenterades planer på två nya linjer, linje 4 och linje 4A. Först invigdes sträckan Santa Ana till Quinta Normal på linje 5 och senare även från Bellavista de La Florida till Vicente Valdés. Linje 2 invigdes både norrut och söderut: norrut från Puente Cal y Canto till Einstein (i två etapper, den första till Cerro Blanco, söderut från Lo Ovalle till La Cisterna. Alla nämnda utbyggnader invigdes mellan 2004 och 2005.
Linje 4 och 4A invigdes i etapper från november 2005 till augusti 2006. Först invigdes sträckan Vicente Valdés till Plaza de Puente Alto i söder, därefter sträckan Tobalaba till Grecia längre norrut. De kopplades senare ihop i och med att sträckan Grecia-Vicente Valdés invigdes. Därefter invigdes linje 4A i sin helhet, med invigningen av de sex stationerna mellan La Cisterna och Vicuña Mackenna. I slutet av 2006 invigdes även linje 2 norrut, från Einstein till Vespucio Norte.
I början av 2010 förlängdes linje 5 genom invigningen av fem nya stationer från Quinta Normal till Pudahuel, som senare år 2011 förlängdes ytterligare genom att gå till Plaza de Maipú. Även linje 1 förlängdes i början av 2010, då den förlängdes från Escuela Militar till Los Dominicos.

## Invigningshistorik
| Linje | Linje                                        | Längd (km) | Stationer | Första invigning  | Stationstyper           |
| ----- | -------------------------------------------- | ---------- | --------- | ----------------- | ----------------------- |
|       | San Pablo - La Moneda                        | 8,2 km     | 12        | 15 sep 1975       | Underjordiska           |
|       | La Moneda - Salvador                         | 3,2 km     | 5         | 31 mar 1977       | Underjordiska           |
|       | Los Héroes - Franklin                        | 4,9 km     | 4         | 31 mar 1978       | Ytliga                  |
|       | Franklin - Lo Ovalle                         | 4,8 km     | 6         | 21 dec 1978       | Underjordiska           |
|       | Salvador - Escuela Militar                   | 4,5 km     | 6         | 22 aug 1980       | Underjordiska           |
|       | Los Héroes - Santa Ana                       | 0,7 km     | 1         | 25 jul 1986       | Ytliga                  |
|       | Santa Ana - Puente Cal y Canto               | 1 km       | 1         | 15 sep 1987       | Ytstationer             |
|       | Baquedano - Bellavista de La Florida         | 10,3 km    | 11        | 5 apr 1997        | Underjordiska/Viadukter |
|       | Baquedano - Santa Ana                        | 2,7 km     | 2         | 4 mar 2000        | Underjordiska           |
|       | Santa Ana - Quinta Normal                    | 1,9 km     | 2         | 31 mar 2004       | Underjordiska           |
|       | Puente Cal y Canto - Cerro Blanco            | 1,6 km     | 2         | 8 sep 2004        | Underjordiska           |
|       | Lo Ovalle - La Cisterna                      | 2,1 km     | 2         | 22 dec 2004       | Underjordiska           |
|       | Cerro Blanco - Einstein                      | 1,9 km     | 2         | 25 nov 2005       | Underjordiska           |
|       | Bellavista de La Florida - Vicente Valdés    | 0,6 km     | 1         | 30 nov 2005       | Underjordiska           |
|       | Vicente Valdés - Plaza de Puente Alto        | 10,9 km    | 9         | 30 nov 2005       | Underjordiska/Viadukter |
|       | Tobalaba - Grecia                            | 7,7 km     | 7         | 30 nov 2005       | Underjordiska           |
|       | Grecia - Vicente Valdés                      | 6,1 km     | 5         | 2 mar 2006        | Ytliga                  |
|       | Vicuña Mackenna - La Cisterna                | 7,7 km     | 6         | 16 aug 2006       | Ytliga                  |
|       | Einstein - Vespucio Norte                    | 2,4 km     | 3         | december 2006     | Underjordiska           |
|       | San José de la Estrella                      | 0 km       | 1         | 5 november 2009   | Viadukt                 |
|       | Escuela Militar - Los Domínicos              | 4 km       | 3         | 7 januari 2010    | Underjordiska           |
|       | Quinta Normal - Pudahuel                     | 5,8 km     | 5         | 12 januari 2010   | Underjordiska           |
|       | Pudahuel - Plaza de Maipú                    | 8 km       | 7         | 3 februari 2011   | Viadukter               |
|       | Cerrillos - Los Leones                       | 14,8 km    | 10        | 2 november 2017   | Underjordiska           |
|       | Los Libertadores - Fernando Castillo Velasco | 21 km      | 18        | 22 januari 2019   | Underjordiska           |
|       | Ferrocarril - Plaza de Quilicura             | 3,8 km     | 3         | 25 september 2023 | Underjordiska           |
|       | El Bosque - Hospital El Pino                 | 5 km       | 4         | 27 november 2023  | Underjordiska           |
|       | Lo Errázuriz                                 | 2.5 km     | 1         | 2028              | Underjordiska           |
|       | Brasil - Estoril                             | 24 km      | 19        | 2028              | Underjordiska           |
|       | Isidora Goyenechea                           | 1,4 km     | 1         | 2028              | Underjordiska           |
|       | Bío Bío – Plaza de La Pintana                | 12.2 km    | 10        | 2030              | Underjordiska           |
|       | Puente Cal y Canto – Bío Bío                 | 5.4 km     | 4         | 2032              | Underjordiska           |
|       | Chile España - Puente Alto                   | 14.7 km    | 11        | 2032              | Underjordiska           |
|       | Los Leones - Chile España                    | 4.3 km     | 3         | 2033              | Underjordiska           |
|       | Plaza de La Pintana – Plaza de Puente Alto   | 9.8 km     | 5         | 2033              | Underjordiska           |

## Stationer
Santiagos tunnelbana består av fem linjer (1,2, 4, 4A, 5 och 6), men ytterligare två (3 och 7) är under uppbyggnad. De fetstilade är stationer med möjligt byte till andra linjer. De kursiva är under uppbyggnad eller planering.
| Linje 1 Väst till öst | Linje 2 Norr till syd | Linje 3 Från nord till nordost | Linje 4 Norr till syd | Linje 4A Väst till öst                                                             | Linje 5 Väst till sydöst | Linje 6 Väst till öst |
| - San Pablo - Neptuno - Pajaritos - Las Rejas - Ecuador - San Alberto Hurtado - Universidad de Santiago - Estación Central - Unión Latinoamericana - República - Los Héroes - La Moneda - Universidad de Chile - Santa Lucía - Universidad Católica - Baquedano - Salvador - Manuel Montt - Pedro de Valdivia - Los Leones - Tobalaba - El Golf - Alcántara - Escuela Militar - Manquehue - Hernando de Magallanes - Los Domínicos | - Vespucio Norte - Zapadores - Dorsal - Einstein - Cementerios - Cerro Blanco - Patronato - Puente Cal y Canto - Santa Ana - Los Héroes - Toesca - Parque O'Higgins - Rondizzoni - Franklin - El Llano - San Miguel - Lo Vial - Departamental - Ciudad del Niño - Lo Ovalle - El Parrón - La Cisterna - El Bosque - Observatorio - Copa Lo Martínez - Hospital El Pino | - Plaza Quilicura - Lo Cruzat - Ferrocarril - Los Libertadores - Cardenal Caro - Vivaceta - Conchalí - Plaza Chacabuco - Hospitales - Puente Cal y Canto - Plaza de Armas - Universidad de Chile - Parque Almagro - Matta - Irarrázaval - Monseñor Eyzaguirre - Ñuñoa - Chile España - Villa Frei - Plaza Egaña - Fernando Castillo Velasco | - Tobalaba - Cristóbal Colón - Francisco Bilbao - Príncipe de Gales - Simón Bolívar - Plaza Egaña - Los Orientales - Grecia - Los Presidentes - Quilín - Las Torres - Macul - Vicuña Mackenna - Vicente Valdés - Rojas Magallanes - Trinidad - San José de la Estrella - Los Quillayes - Elisa Correa - Hospital Sótero del Río - Protectora de la Infancia - Las Mercedes - Plaza de Puente Alto | - La Cisterna - San Ramón - Santa Rosa - La Granja - Santa Julia - Vicuña Mackenna | - Plaza de Maipú - Santiago Bueras - El Sol - Monte Tabor - Las Parcelas - Laguna Sur - Barrancas - Pudahuel - San Pablo - Lo Prado - Blanqueado - Gruta de Lourdes - Quinta Normal - Cumming - Santa Ana - Plaza de Armas - Bellas Artes - Baquedano - Parque Bustamante - Santa Isabel - Irarrázaval - Ñuble - Rodrigo de Araya - Carlos Valdovinos - Camino Agrícola - San Joaquín - Pedrero - Mirador - Bellavista de La Florida - Vicente Valdés | - Cerrillos - Lo Valledor - Presidente Pedro Aguirre Cerda - Franklin - Bío-Bio - Ñuble - Estadio Nacional - Ñuñoa - Inés de Suarez - Los Leones |

## Vagnar

Vagnar i tunnelbanan
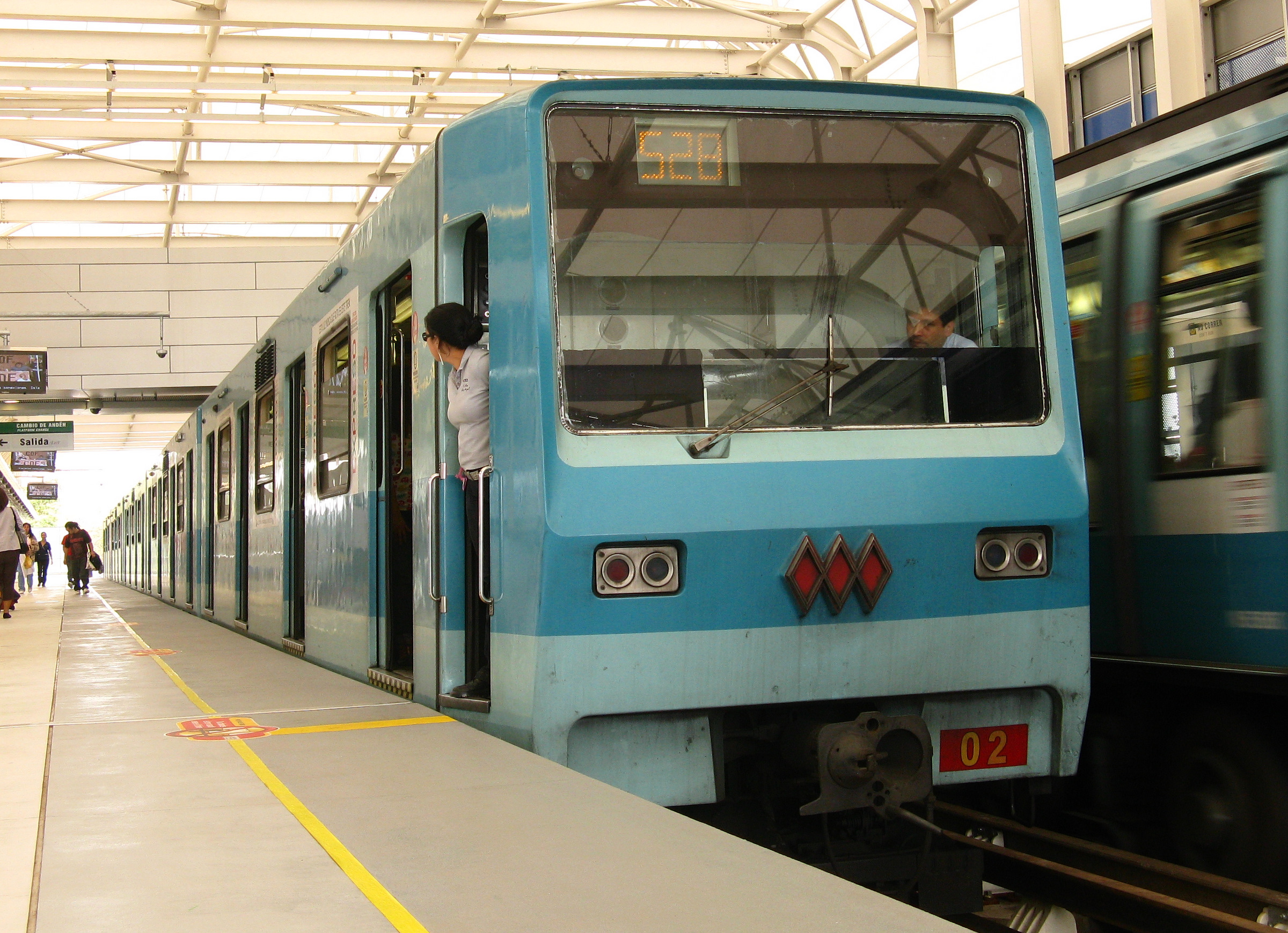
NS-74, i linje 1, 2 och 5.
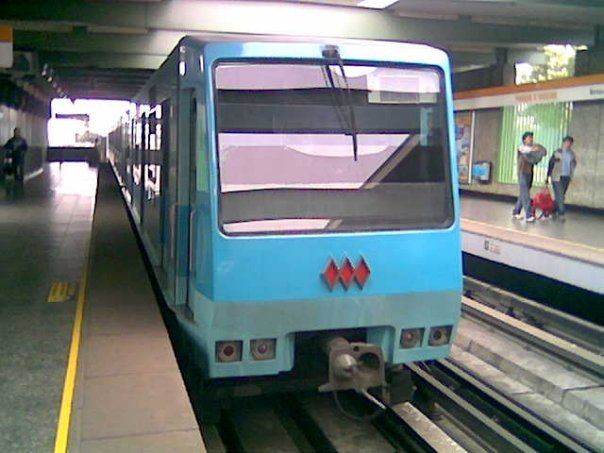
NS-88. Endast ett tåg. Linje 2.
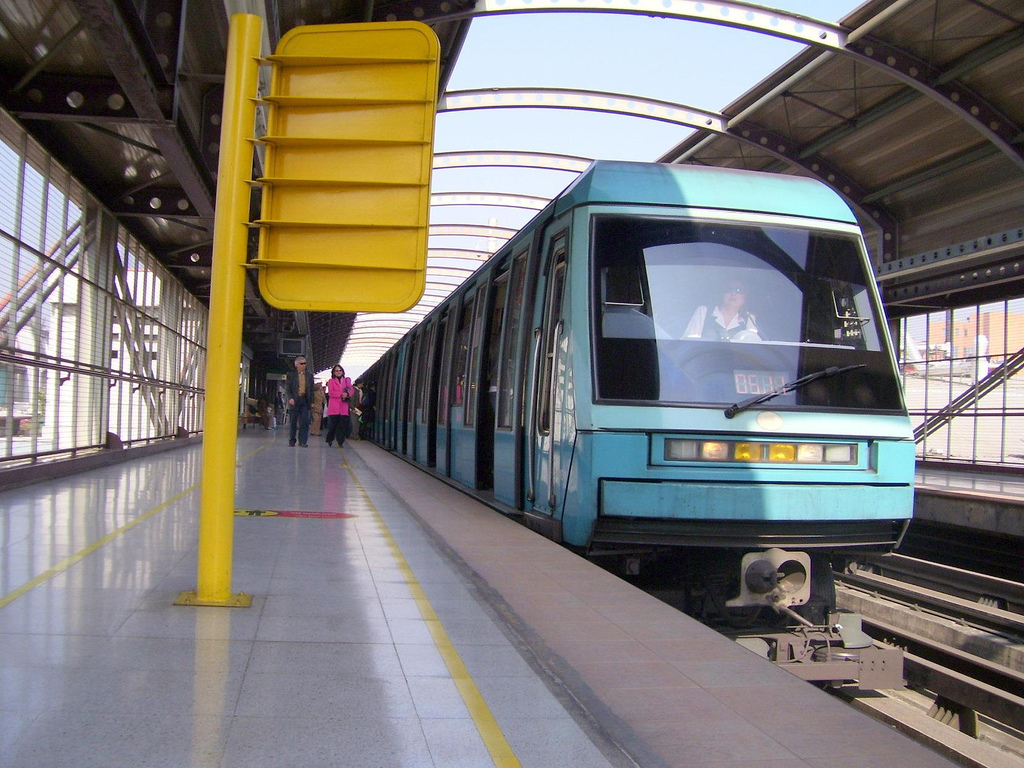
NS-93. Trafikerarar linje 1 och 5.
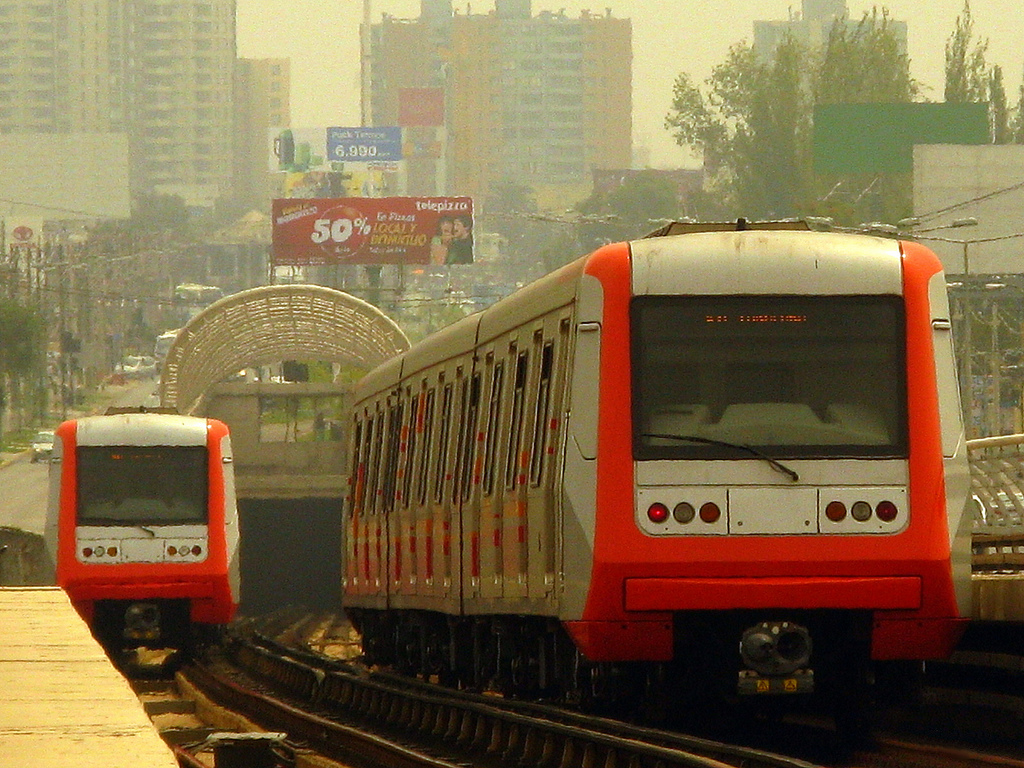
AS-2002 Linje 4 och 4A
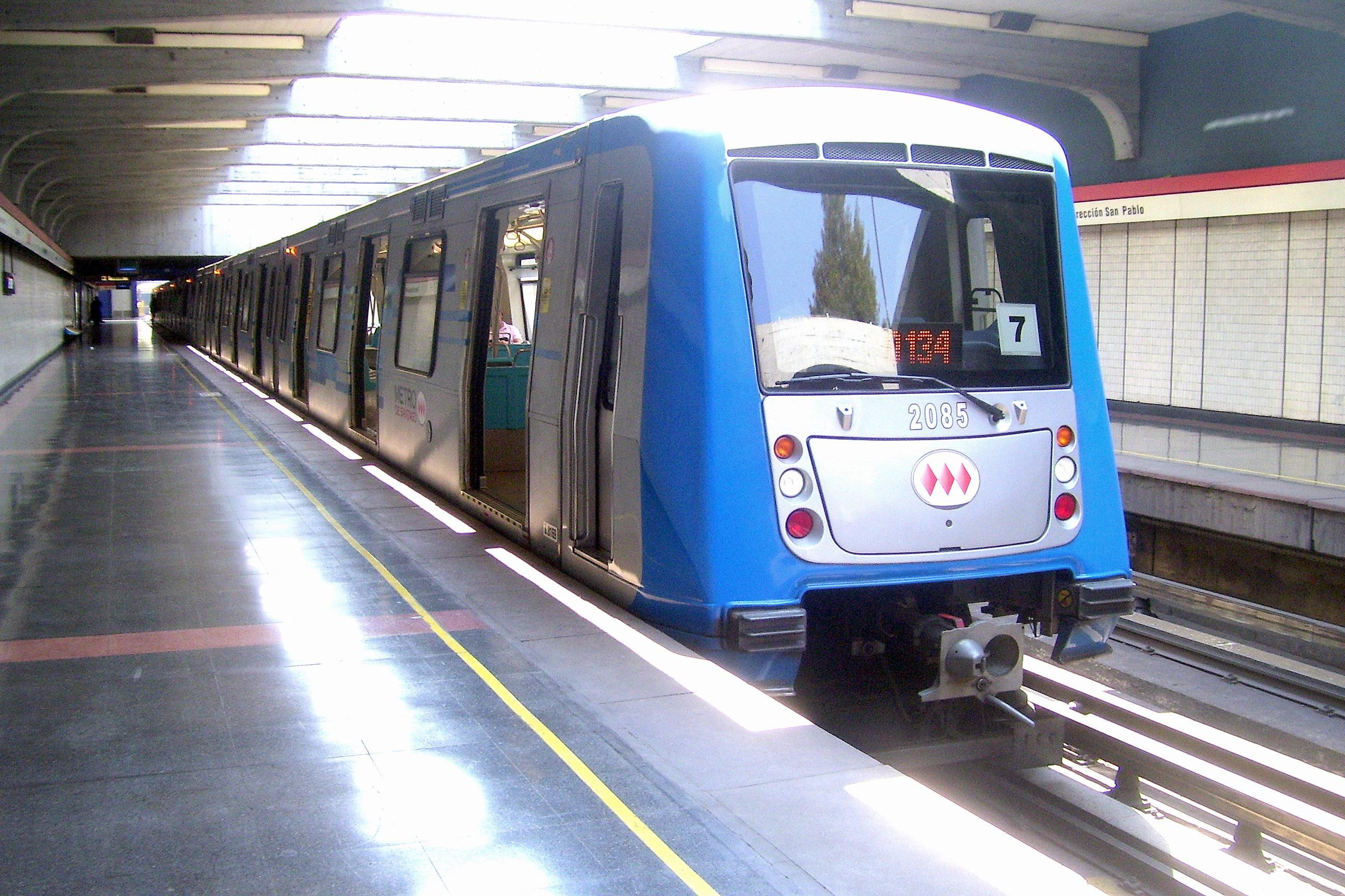
NS-2004 i linje 2.
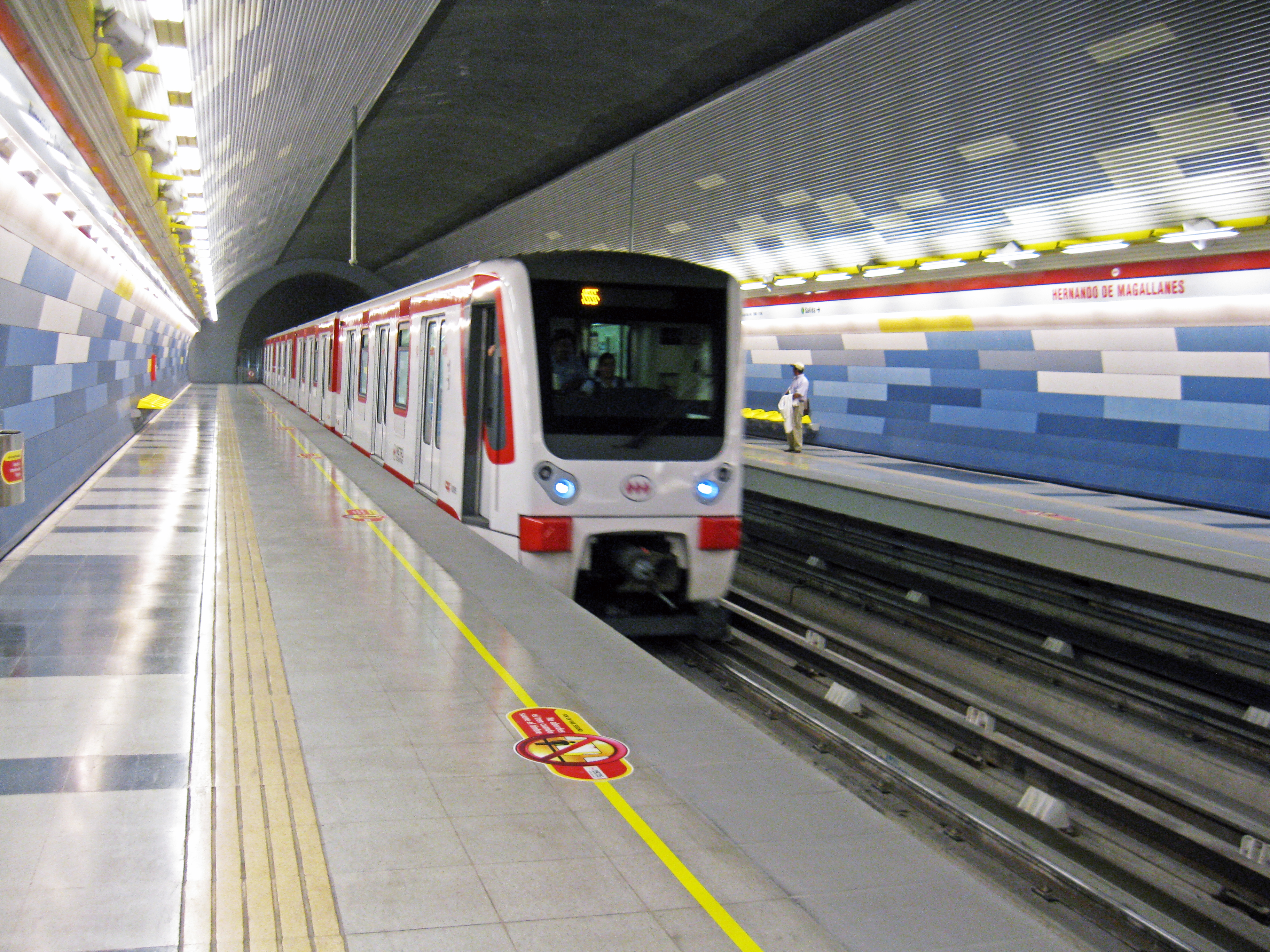
NS-2007. Trafikerar linje 1 och 2.
NS-2012. linje 1.
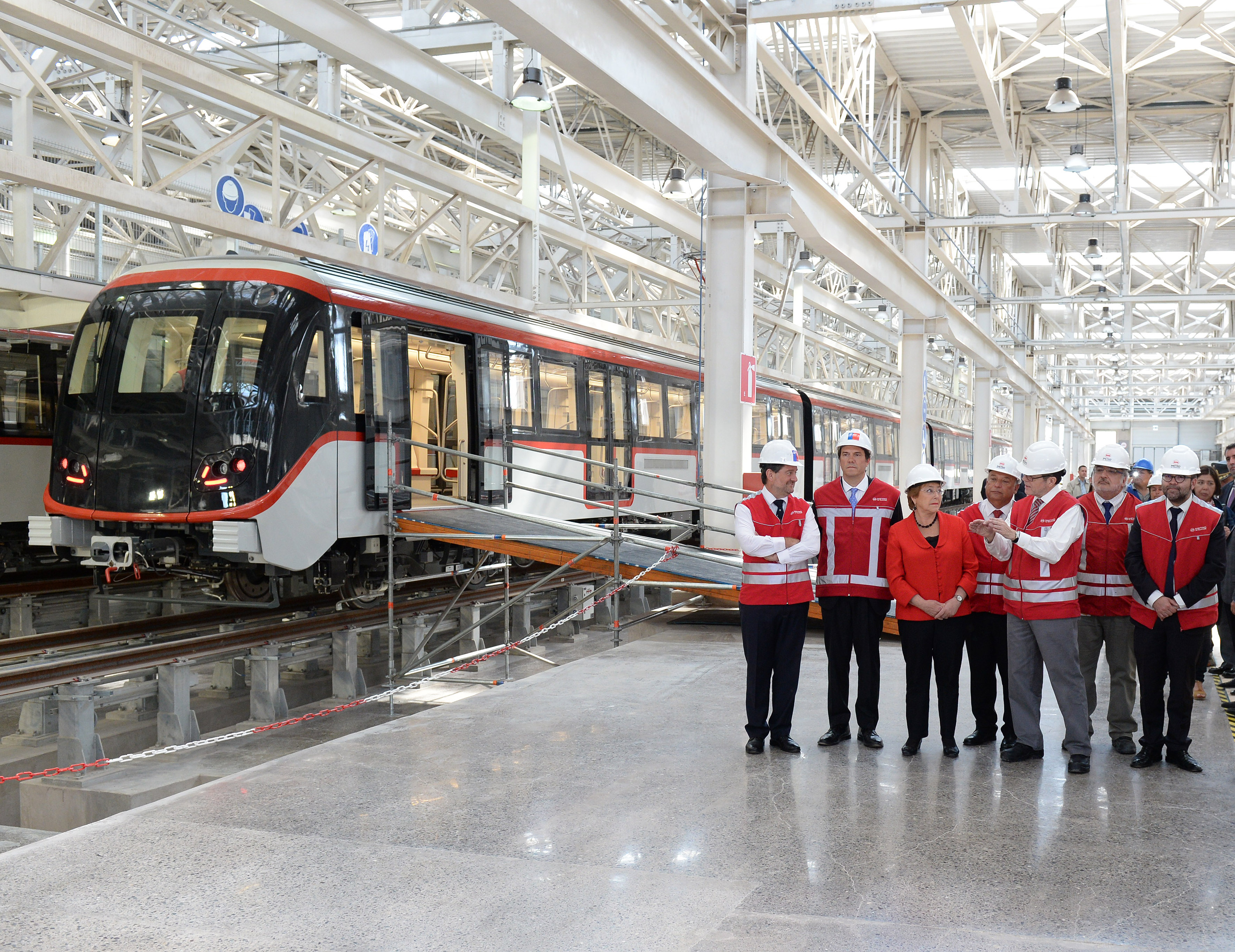
AS-2014. Trafikerar linje 3 och 6.

## Bildgalleri

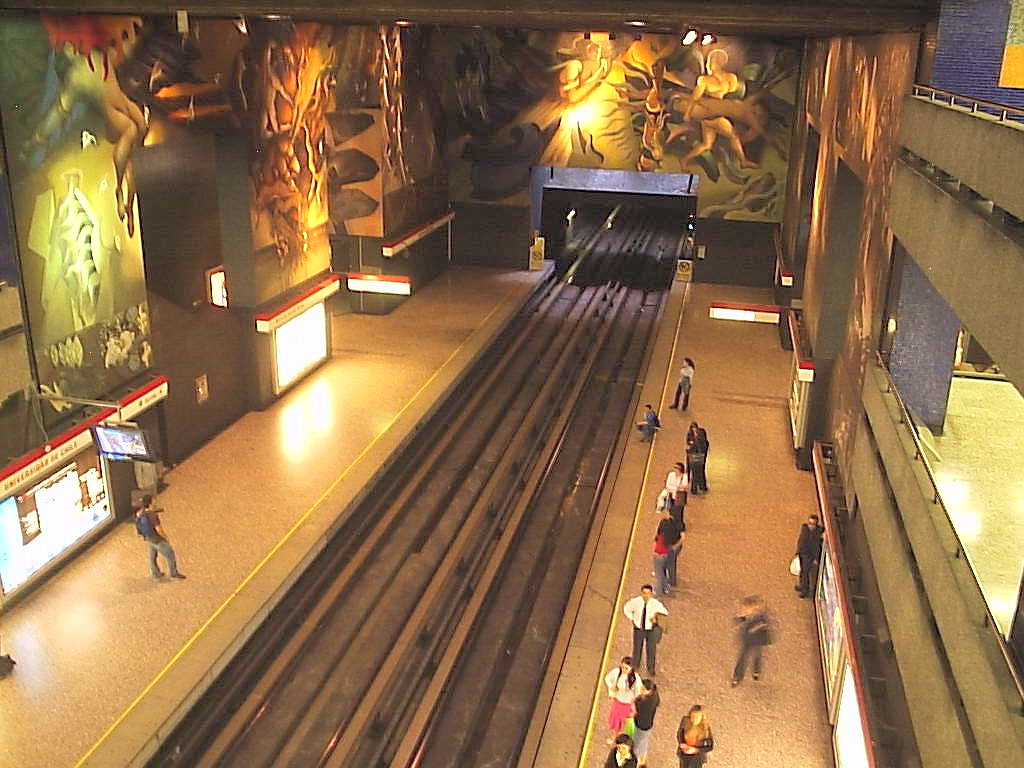
Stationen Universidad de Chile
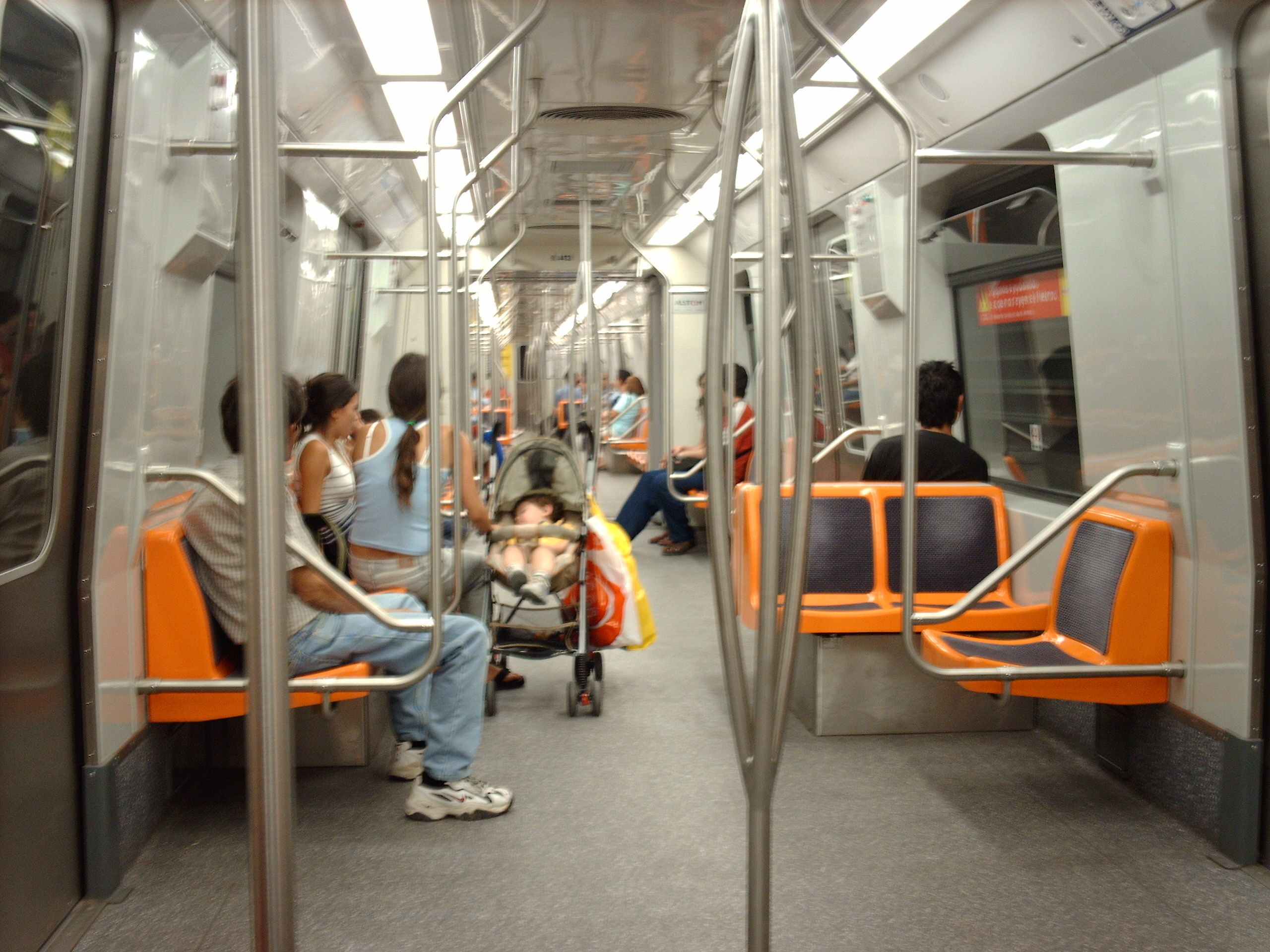
Inuti en tunnelbanevagn i linje L4 och L4A
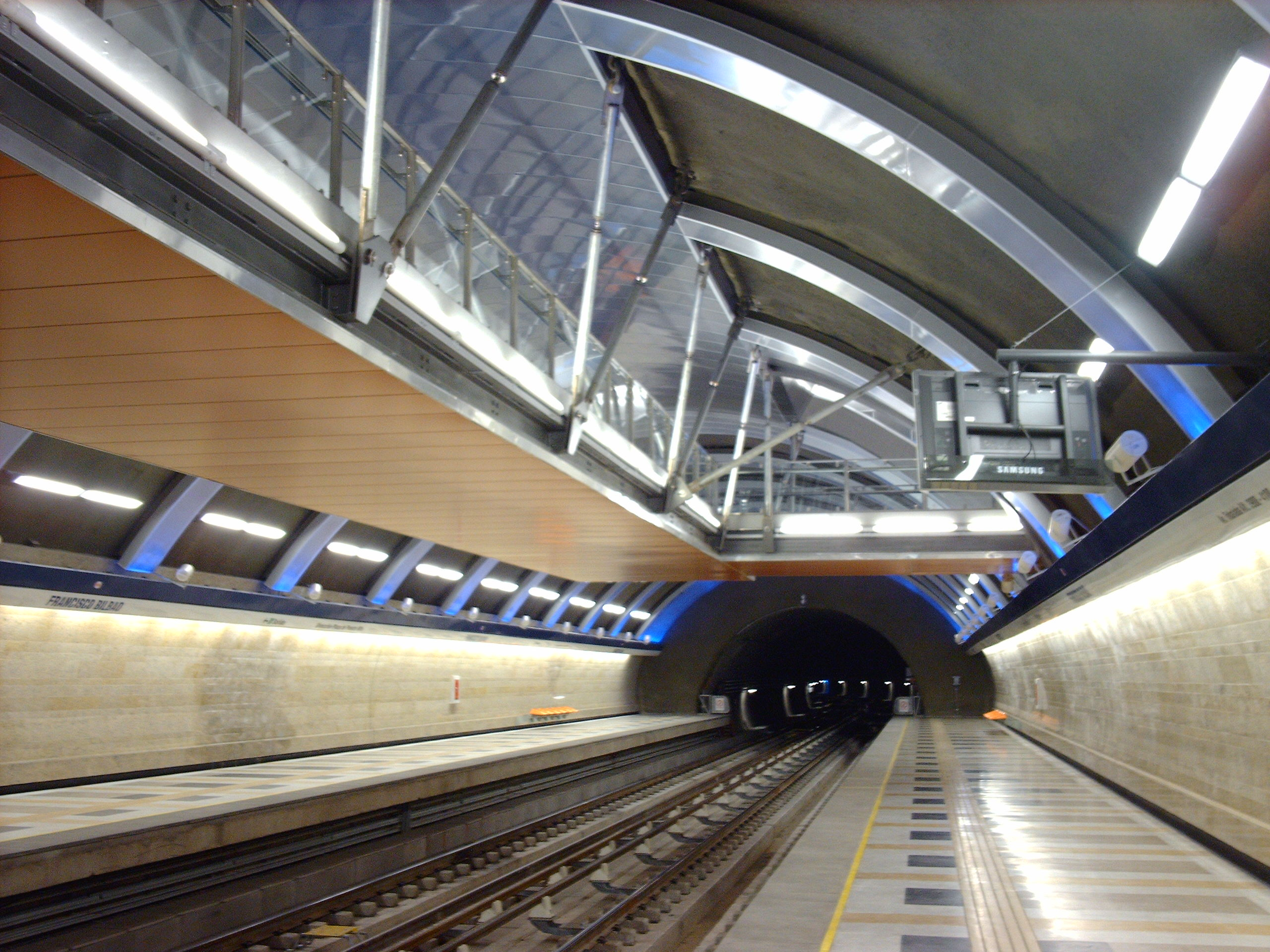
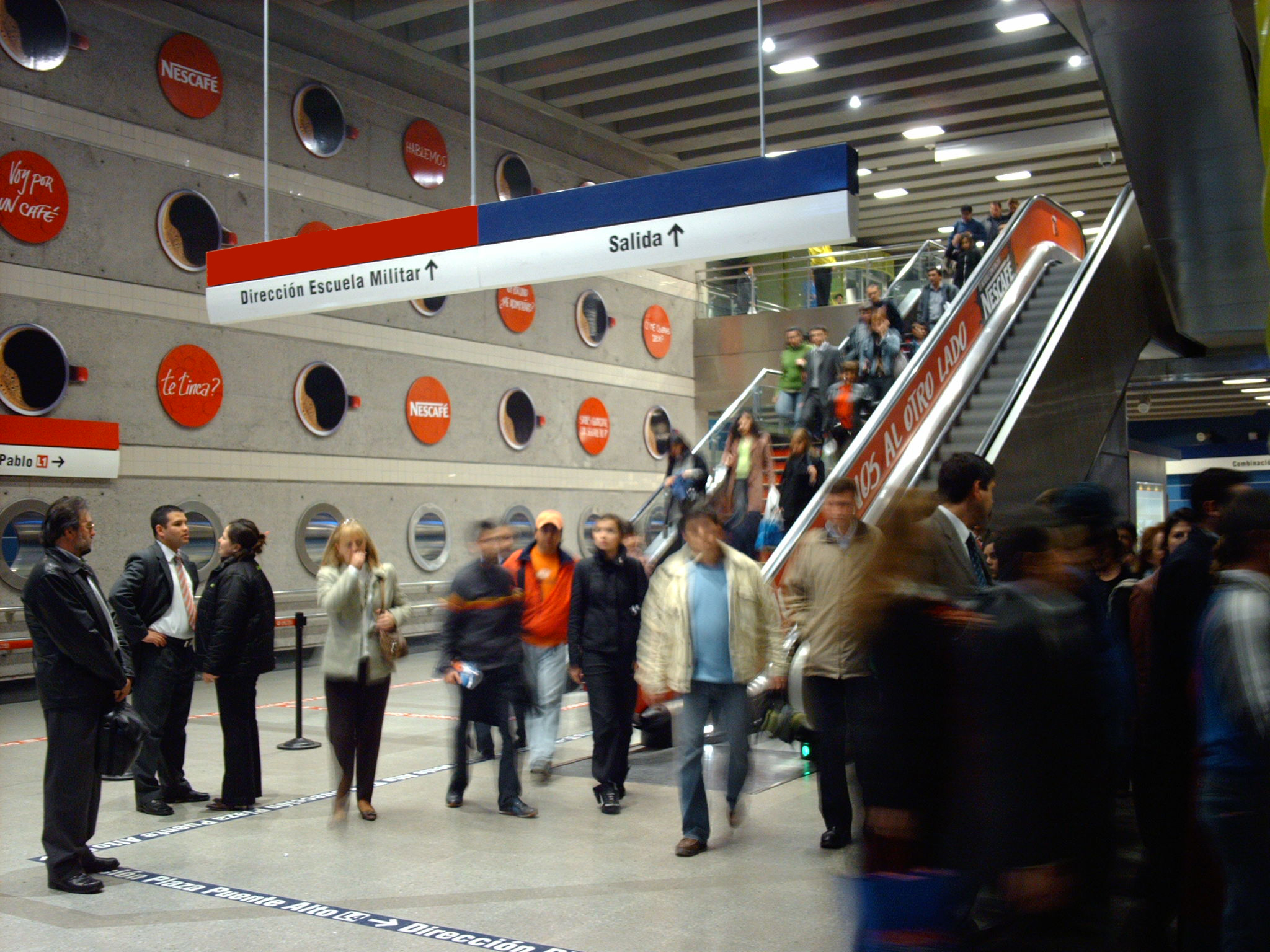
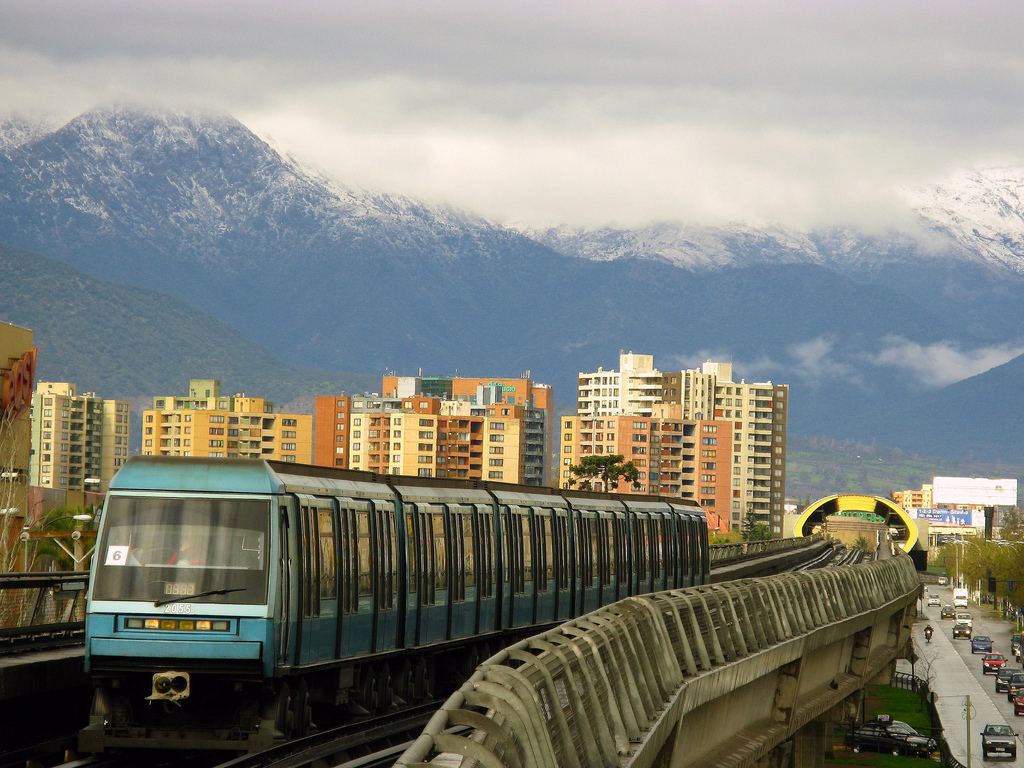
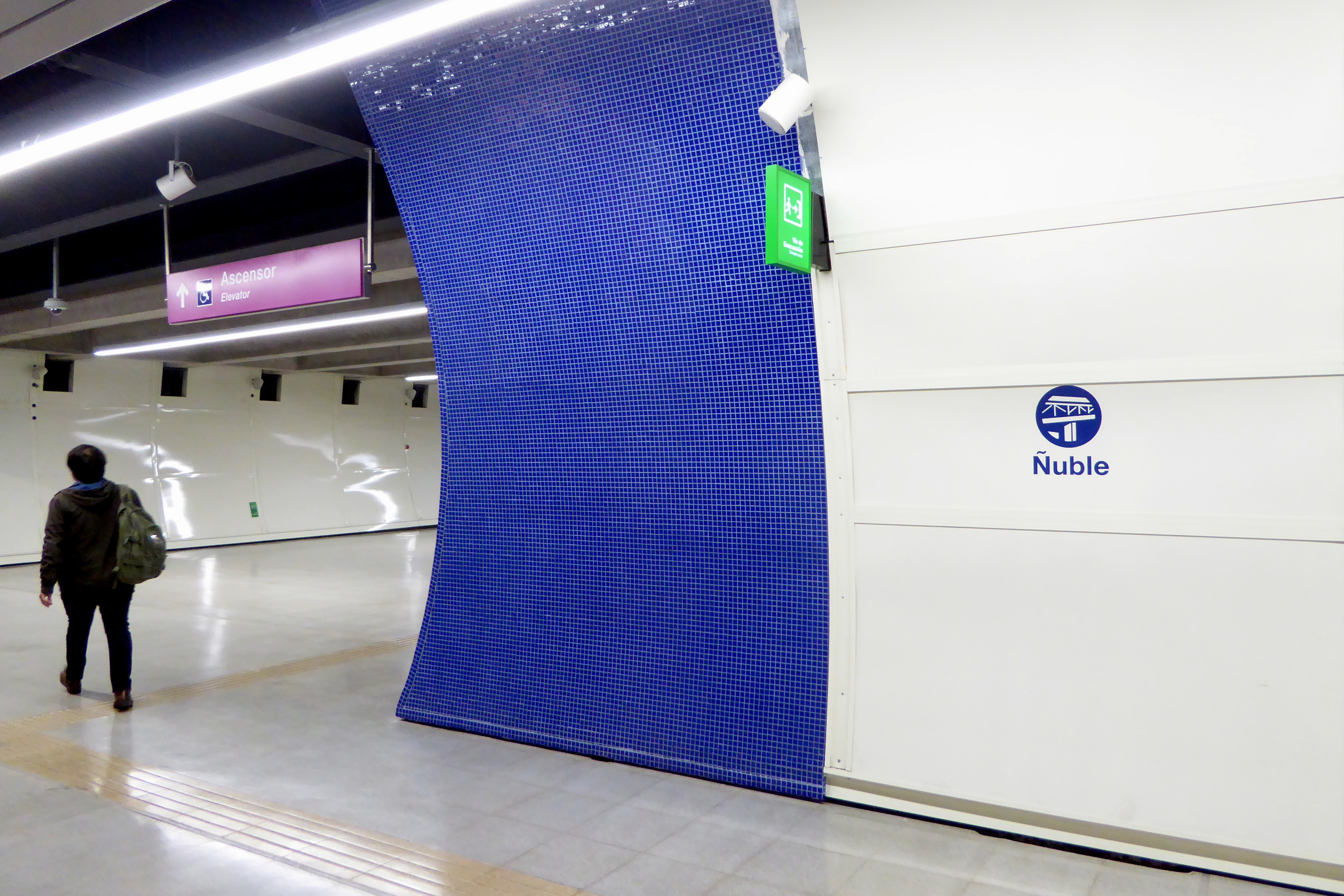
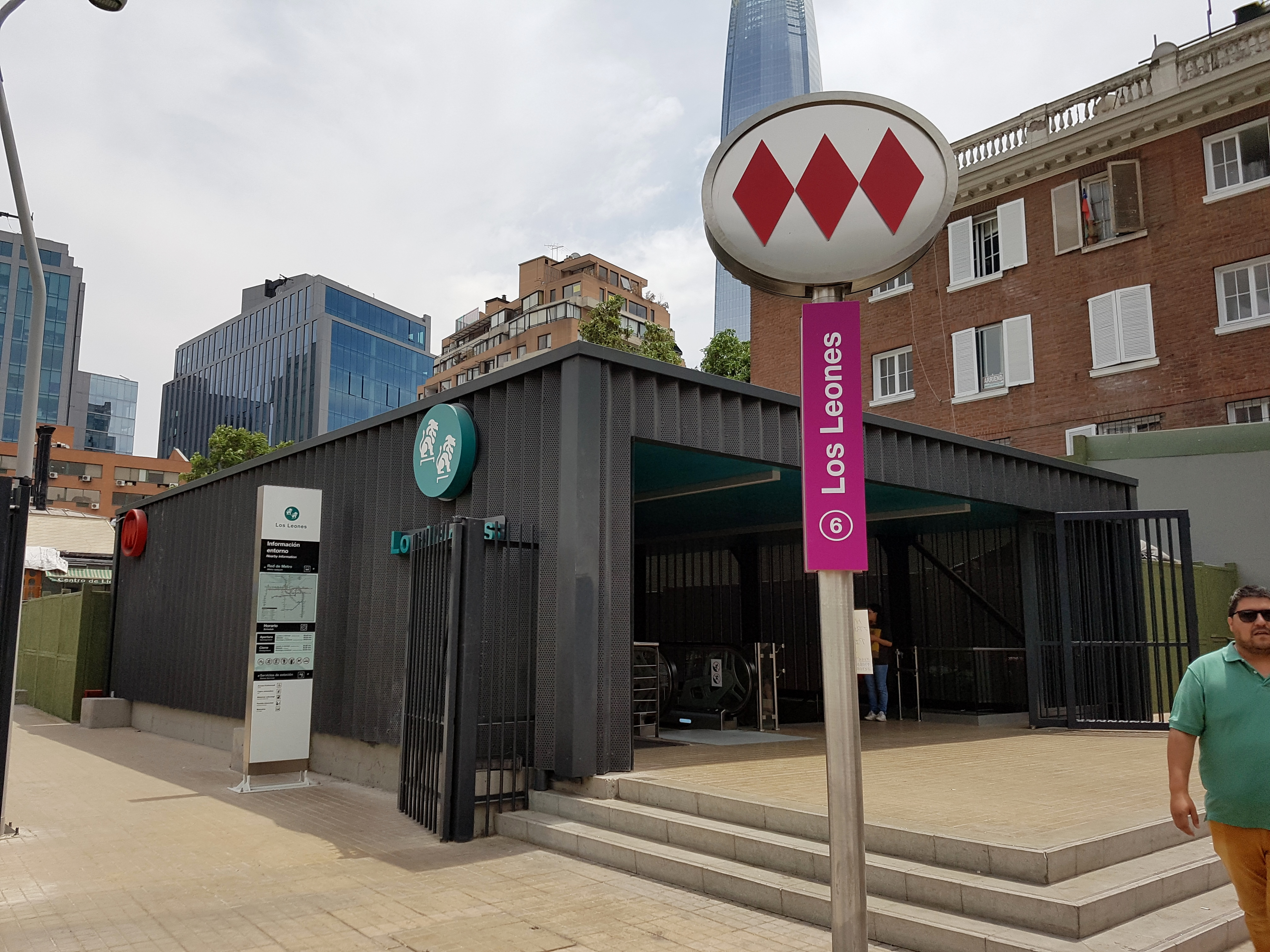
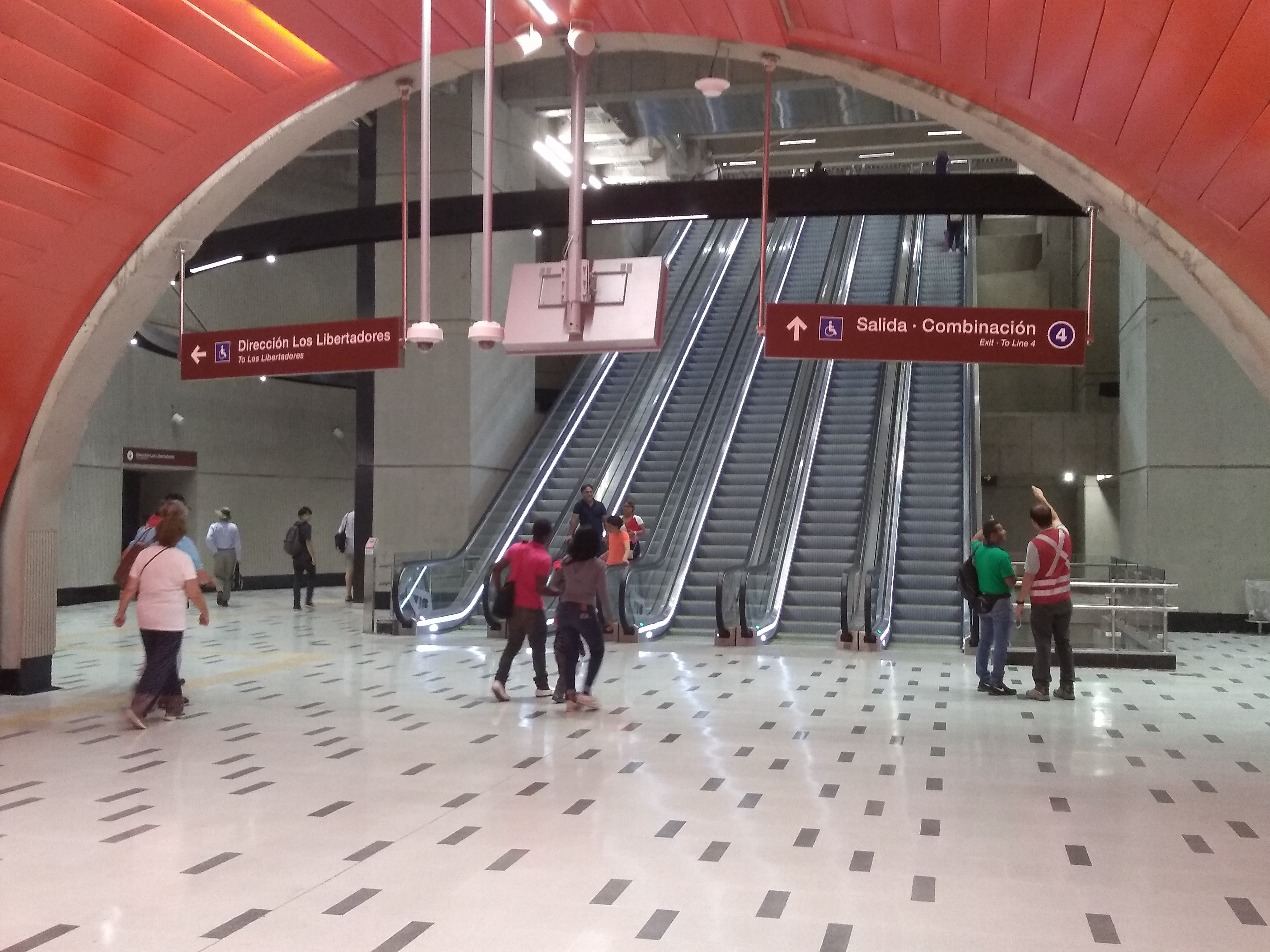